# 灰胸纹霸鹟属
灰胸纹霸鹟属（学名：Lathrotriccus）是霸鹟科下的一个属。

## 下属物种
本属包括以下物种：
- 南美纹霸鹟 Lathrotriccus euleri (Cabanis, 1868)
- 灰胸纹霸鹟 Lathrotriccus griseipectus (Lawrence, 1869)，易危